# Hermann Joseph Baer
Hermann Joseph Baer (* 12. Oktober 1811 in Bockenheim bei Frankfurt am Main; † 1881 in Paris) war ein deutscher Antiquar und Buchhändler. 

## Leben
Hermann Joseph Baer war der Sohn des Antiquars Joseph Baer (1767–1851). 1824 übergab dieser das Geschäft an seine Söhne Bernhard Joseph Baer (1799–1864), der Prokurist wurde, Leopold Joseph (1805–1861) und Hermann Joseph. Am 23. April 1834 ließ Bernhard Joseph Baer, der nun Frankfurter Bürger war, das Unternehmen als Joseph Baer – Handlung und Spedition, verbunden mit antiquarischem Bücherlager offiziell eintragen, ab 1836 firmierte es als Joseph Baer, Antiquariat, Buch- und Kunsthandlung, in der seine Brüder Prokuristen wurden. Während Hermann Joseph auf Reisen unter anderem nach England, Frankreich, Italien und Holland Bücher erwarb, führte Leopold die Geschäfte in Frankfurt. 1841 schieden Bernhard Joseph und Hermann Joseph aus der Firma aus und Leopold Joseph übernahm die Geschäftsführung der Firma. 1847 trat Hermann Joseph erneut in die Geschäftsleitung ein. 1853 wurde er mit seinem Bruder Leopold vom russischen Zaren zu „Hauptkommissionären der Kaiserlichen Öffentlichen Bibliotheken zu Moskau und St. Petersburg etc.“ ernannt. Nach dem Tod von Leopold Joseph 1861 führte Hermann mit dessen Witwe das Geschäft weiter, bis Leopolds Sohn Simon Leopold (1845–1919) diesen Anteil übernahm, der die Firma, nun Joseph Baer & Co., seit 1873 mit Hermanns Sohn Saly Baer (1855–1882), leitete. Hermann ging 1869 nach Frankreich und gründete 1871 eine Filiale in Paris, die nach seinem Tod 1881 sein zweiter Sohn Joseph (* 1853) übernahm, der aber schon 1884 starb. Das Pariser Geschäft wurde dann an F. Fetscherin verkauft („Joseph Baer et Cie. (Jules Moutonnet et F. Fetscherin successeurs)“). Auch ging er 1871 eine Assoziation mit dem Antiquariat von Henry Sotheran in London ein, die 1873 wieder aufgelöst wurde, die Londoner Filiale wurde jedoch bis 1884 weitergeführt.
Seine Tochter Betty (1850–1879) war mit dem Orientalisten Hartwig Derenbourg verheiratet, der auch zeitweise die Pariser Filiale des Antiquariats leitete.